# Шведские демократы
Шве́дские демокра́ты (швед. Sverigedemokraterna) — ультраправая шведская националистическая и правопопулистская политическая партия, основанная 6 февраля 1988 года. Председателем партии с 2005 года является Йимми Окессон.

## Идеология

### Внутренняя политика
Шведские демократы выступают за ужесточение иммиграционной политики, существенное сокращение количества беженцев, принимаемых страной, и ограничение возможностей въезда в Швецию родственников уже находящихся в ней иммигрантов.
Партия отстаивает протестантскую этику и традиционный семейный уклад и выступает против усыновления детей однополыми парами и одинокими людьми. Шведские демократы называют свою идеологию националистической и социально-консервативной.
Партия настаивает на ужесточении наказаний за преступления, создание публичного реестра лиц, осужденных за педофилию.

### Внешняя политика
Во внешней политике Шведские демократы поддерживали действия США и коалиции НАТО в Ираке и Афганистане, выступают за нанесение военного удара по ядерным объектам Ирана, а также поддерживают политику Израиля, поскольку неоднократно выступали с осуждением контактов шведских политиков левого толка с членами палестинских движений. Однако, вместе с тем некоторая часть Шведских демократов в 2014 году поддерживала позицию России по вооружённому конфликту в Донбассе и выступала против вступления Украины в Евросоюз.
Её можно противопоставить другой, более консервативной части шведских правых, традиционно скептически относящихся к России. В 2015 в партии произошёл внутренний конфликт, в ходе которого часть пророссийски настроенных активистов, в основном представителей молодёжного крыла, во главе с Вильямом Хане покинула партию.
Формально лидер молодёжного крыла Густав Кассельстранд и его заместитель Вильям Хане были исключены из рядов партии за связь с движением «Свободные времена» (швед. Fria Tider), считающимся экстремистским в Швеции.
После российского вторжения на Украину лидер партии Йимми Окессон объявил о готовности политсилы изменить позицию и поддержать вступление Швеции в НАТО, если соседняя Финляндия подаст заявку о вступлении. Тем самым потенциальная инициатива сможет получить парламентское большинство.
По состоянию на конец 2023 года партия поддерживает оказание военной помощи Украине и анти-российские санкции.

## Участие в выборах
На выборах в 2006 году партия Шведские демократы получила 2,9 % голосов. Результат был недостаточен для того, чтобы попасть в Риксдаг (шведский парламент), поскольку для этого установлен 4%-ый барьер. Однако на местных выборах партия имела довольно большой успех, в связи с чем получила право быть представленной в местных органах управления более чем в половине шведских коммун (в общей сложности 282 места в 145 коммунах). Кроме того, в 2006 году Шведские демократы получили 149 891 голос на выборах в областное правительство (Landstinget), что составило 2,77 % и принесло партии 16 мандатов.
По итогам парламентских выборов 2010 года партия прошла в Риксдаг, получив 330 110 (5,7 %) голосов и 20 депутатских мест. Таким образом, партии удалось блокировать возможность получения абсолютного большинства голосов для правящей правоцентристской коалиции, состоящей из четырёх партий.
На выборах в Европарламент в мае 2014 партия набрала 9,7 % голосов и провела 2 депутатов, которые вошли во фракцию Европа за свободу и демократию. Мандаты получили Кристина Винберг и Питер Лундгрен.
На парламентских выборах 2014 года партия заняла третье место, получив 12,9 % голосов и 49 депутатских мест.
По итогам парламентских выборов в 2018 году партия вновь оказалась на третьем месте с 17,5 % голосов и 62 мест в Риксдаге соответственно.
На парламентских выборах в сентябре 2022 года партия получила 1 330 325 голосов избирателей или 20,54 %, 73 мандата, соответственно, и стала самой большой в «правом крыле».

## Конфликты
В марте 2011 года внутри партии возник небольшой кризис: некоторые члены партии недовольны действиями своих депутатов в риксдаге, а также чрезмерно централизованным руководством. Алан Йонссон, председатель партии в южной провинции Сконе, считает, что «партия слишком много внимания уделяет вопросам иммиграции и ислама и мало другим вопросам, например, уходу за пожилыми людьми. Это мешает имиджу партии, который воспринимают, как партию „одного вопроса“ — то есть как противников иммиграции в Швеции».

## Организационная структура
Партия «Шведские демократы» состоит из округов (distrikt), округа из секций (kommunförening). Высший орган — национальный съезд (landsdagar), между национальными съездами — правление (partistyrelse).
Округа
Округа соответствуют избирательным округам. Высший орган округа — окружная конференция (distriktsårsmöte), между окружными конференциями — окружное правления (distriktsstyrelse).
Секции
Коммунальные объединения соответствуют городам и коммунам. В случае если в одной коммуне несколько секций то в рамках коммуны они образуют районные секции (kretsförening). Высший орган секции — общее собрание секции (kommunföreningsårsmöte), между общими собраниями секции — правление секции (kommunföreningsstyrelse). 
Смежные организации
- Союз шведской демократической молодёжи (Sverigedemokratisk Ungdom, SDU);
- Союз шведских демократических женщин (SD-kvinnor).
- фонд «Ойкос» (Oikos).

Союз шведско-демократической молодёжи
Союз состоит из округов (Distrikt), округа из местных отделений (Lokalavdelning). Высший орган — съезд (Förbundskongress), между съездами — правление (Förbundsstyrelse).
Округа союза
Округа союза соответствуют ленам. При достаточном количестве членов может округ может делиться на местные отделения. Высший орган округа — окружное общее собрание (Distriktsårsmöte), между окружными общими собраниями — окружное правление (Distriktsstyrelse).